# Almost Here
Almost Here es el álbum debut de The Academy Is... lanzado el 8 de febrero de 2005 por la discográfica Fueled by Ramen.El álbum generó 4 sencillos que son  Slow Down, Almost Here, The Phrase That Pays y Checkmarks.

## Antecedentes
Después de grabar el álbum y un hacer una gira de verano, la banda sufrió un cambio en la alineación. Tom Conrad, anteriormente de Chicago 5o4plan banda local, reemplazó LaTrace como el segundo / vocalista y guitarrista Andy Mrotek, antes de la última Place Champs, reemplazado DelPrincipe como baterista. Andy Mrotek y Thomas Conrad se enumeran en las notas, pero se añadieron a la banda después de la grabación de casi aquí para reemplazar DelPrincipe y LaTrace, respectivamente.
El 6 de febrero de 2010, The Academy Is ... realiza un 5.º Aniversario Presentación para el álbum con Sing It Loud con invitados especial.

## Recepción
El álbum debutó en el # 20 en la lista de Top Heatseekers Billboard, así como en el # 24 en los álbumes Billboard Independientes chart.It también llegó al # 185 en el Billboard Top 200 Albums Chart. El álbum tuvo tres sencillos: "Checkmarks", "Slow Down" (a menudo erróneamente denominado "Hollywood Hills"), que fue elegido a través de una encuesta en línea en el sitio web de la banda, y "The Phrase That Pays".

## Lista de canciones
Todas las canciones son escritas por Mike Carden y William Beckett a excepción de Down and Out que fue escrita exclusivamente por William Beckett.
1. Attention - 2:53
2. Season - 3:34
3. Slow Down - 4:04
4. The Phrase That Pays – 3:17
5. Black Mamba – 2:46
6. Skeptics and True Believers – 2:54
7. Classifieds – 2:52
8. Checkmarks – 3:00
9. Down and Out – 4:30
10. Almost Here (canción de The Academy Is...) – 3:06

## Créditos
- William Beckett – Vocalista
- Mike Carden – Guitarra líder
- Andy Mrotek – Batería
- Tom Conrad – Guitarra rítmica
- Adam Siska – Bajo

## Posición en las listas
| Lista               | Posición |
| ------------------- | -------- |
| Billboard 200       | 186      |
| Top Heatseekers     | 7        |
| Top Indepent Albums | 16       |
| Top Internet Albums | 296      |

## Curiosidades
La canción Classifieds se suponía que iba a ser uno de los sencillos del álbum debut y un video fue hecho para la canción. Por razones desconocidas este video nunca fue publicado por la banda, pero el director del video lo publicó en YouTube.
- Datos: Q2630387